# Le Roux (Fosses-la-Ville)
Pour les articles homonymes, voir Le Roux.
Le Roux (en wallon Li Rou-dlé-Fosse) est un village de Wallonie situé en Entre-Sambre-et-Meuse à 5 kilomètres à l'ouest de Fosses-la-Ville sur la route de Châtelet. Aujourd'hui il fait administrativement partie de la ville de Fosses-la-Ville et de la province de Namur en Belgique). C'était une commune à part entière avant la fusion des communes de 1977.

## Étymologie
Comme pour Le Rœulx, l'origine étymologique du mot est à chercher dans le mot germanique röde qui signifie 'essart'.

## Évolution démographique
- Source: DGS, 1831 à 1970=recensements population, 1976= habitants au 31 décembre

## Histoire
Des vestiges d'une villa romaine découverts au début du XXe siècle indiquent une présence humaine sur les lieux dès le IIe siècle.
Plus tard un village se développe qui dépend de la seigneurie d'Aiseau (à 4 km au nord-ouest), et de l'abbaye d'Oignies.
Un document de 1439 place Le Roux dans le Duché de Brabant, alors que des villages immédiatement voisins (Vitrival et Fosses) étaient en principauté de Liège et un autre, Sart-Eustache, dans le comté de Namur.
Bien qu'érigée en paroisse dès 1239, l'église actuelle n'est construite qu'en 1660. Les rues et chemins du village sont riches en calvaires et chapelles qui rappellent des évènements de la vie du passé : la chapelle Saint-Roch (une épidémie de peste en 1761), la chapelle Sainte-Gertrude, dite également 'chapelle aux rats' (protection des champs contre mulots et rats).

## Patrimoine et folklore

### Patrimoine architectural
- Eglise Sainte-Gertrude. Edifice développé à partir du chœur du XVIIIe siècle. L'église est datée de 1828 par chronogramme sur le portail, elle est de style néo-classique[2].
- Chapelle de la Vierge, rue Long-Try. Datant du milieu du XIXe siècle[2].
- Chapelle Saint-Roch, rue Saint-Roch. Petite construction de style classique datant de 1761[2].